# Ашшур-нірарі III
Ашшур-нірарі III — цар Ассирії, який правив на межі XIII та XII століть до н. е.

## Правління
Імовірно, успадкував трон насильницьким шляхом. За його правління тривав занепад ассирійської держави.